# Grigore D. Constantinescu
Grigore D. Constantinescu  (n. 15 februarie 1875, Iași – d. 7 aprilie 1932,  Năpădeni, jud. Bălți) a fost un preot și ziarist român.
Născut la 1875 în Iași, în familie de preot, face studii la Seminarul Veniamin din Iași (1888 - 1896) și la Academia duhovnicească din Kiev (1897 - 1902). Translator la Consulatul român din Odesa (1904 - 1906).
Primul profesor de limbă română la Seminarul teologic din Chișinău și la Școala eparhială de fete (1906 - 1918). Secretar de redacție al revistei "Luminătorul" (de la 1 ian. 1908). Secretar al tipografiei eparhiale (din 1909). Redactor și director al ziarului "Glasul Basarabiei" (1913 - 1914) - toate la Chișinău.
Preot la catedrala arhiepiscopală (1918 - 1919), apoi preot paroh la Năpădeni (1919 - 1932).
A publicat numeroase articole în: "Basarabia", "Luminătorul"  "Glasul Basarabiei" și alte periodice, toate în Chișinău, militând pentru unirea Basarabiei cu România și pentru "românizarea" vieții culturale și bisericești din această provincie.
A publicat o serie de broșuri cu conținut moralizator traduse din rusește.